# Murawki (powiat działdowski)
Murawki (niem. Murawken) – wieś w Polsce położona w województwie warmińsko-mazurskim, w powiecie działdowskim, w gminie Płośnica.
W latach 1975–1998 miejscowość administracyjnie należała do województwa ciechanowskiego.